# 사마르섬
사마르섬(Samar)은 필리핀 중동부 비사야 제도에 있는 섬이다. 면적은 12,849km2로 비사야 제도에서는 가장 크고, 필리핀에서 루손섬, 민다나오섬에 이어 세번 째 크기이다.

## 행정 구역
사마르섬은 3개의 주로 구성되어 있다.
- 동사마르주
- 북사마르주
- 사마르주

이들 3개 주는 동비사야 지방에 속한다. 사마르섬의 유일한 도시는 사마르주 칼바요그이다.

## 지리

### 자연 지리
사마르섬은 비사야 제도에서 가장 동쪽에 있는 섬이다. 남서쪽에 있는 레이테섬 사이의 해역은 사마르해이며, 그 남쪽 출구는 좁고 긴 산후아니코 해협이 있다. 이 해협의 폭은 가장 좁은 부분이 약 2km이며, 산후아니코 대교가 가르지르고 있다. 북서쪽에는 루손섬의 비콜반도가 있고 산베르나디노 해협으로 분리되어 있다. 남부는 레이테만에 접하고 있어 필리핀해가 사마르섬과 레이테섬 사이에 깊이 스며들어 바다를 형성하고 있다. 섬의 대부분은 산지와 밀림으로 구성되어 있다.

### 기후
이곳은 몬순의 영향을 받기 쉽고, 태풍 등의 피해가 많다. 11월부터 4월 아미한, 8월부터 10월 하바가트라는 계절풍 때문에 비가 자주 내린다. 5월부터 7월은 여름에 건기에 해당한다. 또한 태평양에서 발생한 태풍이 서진하면서 사마르섬과 레이테섬에 도착할 때 산악부가 크기 때문에 매우 강한 비를 뿌리게 된다. 그만큼 비사야 제도 중부에서는 태풍의 세력은 약화된다.

## 주민
| 연도 | 인구      | ±%     |
| ---- | --------- | ------ |
| 1903 | 266,237   | —      |
| 1918 | 379,575   | +42.6% |
| 1939 | 546,306   | +43.9% |
| 1948 | 757,212   | +38.6% |
| 1960 | 867,994   | +14.6% |
| 1970 | 1,019,358 | +17.4% |
| 1975 | 1,120,192 | +9.9%  |

| 연도 | 인구      | ±%     |
| ---- | --------- | ------ |
| 1980 | 1,200,592 | +7.2%  |
| 1990 | 1,246,722 | +3.8%  |
| 1995 | 1,405,892 | +12.8% |
| 2000 | 1,517,585 | +7.9%  |
| 2007 | 1,650,022 | +8.7%  |
| 2010 | 1,751,267 | +6.1%  |
| 2015 | 1,880,020 | +7.4%  |

사마르섬의 주요 언어는 와라이와라이어이지만, 일부에서는 세부아노 어도 말하며, 영어와 타갈로그어도 대체로 통용된다.